# グルコース-6-リン酸デヒドロゲナーゼ (補酵素F420)
グルコース-6-リン酸デヒドロゲナーゼ (補酵素F420)(glucose-6-phosphate dehydrogenase (coenzyme-F420))は、次の化学反応を触媒する酸化還元酵素である。
D-グルコース-6-リン酸 + 酸化型補酵素F420 {\displaystyle \rightleftharpoons } 6-ホスホ-D-グルコノ-1,5-ラクトン + 還元型補酵素F420
この酵素の基質はD-グルコース-6-リン酸と酸化型補酵素F420で、生成物は6-ホスホ-D-グルコノ-1,5-ラクトンと還元型補酵素F420である。
この酵素は酸化還元酵素に属し、その他未知の化合物を受容体として供与体であるCH-OH基に特異的に作用する。組織名はD-glucose-6-phosphate:F420 1-oxidoreductaseで、別名にcoenzyme F420-dependent glucose-6-phosphate dehydrogenase、F420-dependent glucose-6-phosphate dehydrogenase、FGD1、Rv0407、F420-dependent glucose-6-phosphate dehydrogenase 1がある。